# Marszałek NRD
Marszałek Niemieckiej Republiki Demokratycznej (niem. Marschall der Deutschen Demokratischen Republik) – najwyższy stopień wojskowy w Narodowej Armii Ludowej (Nationale Volksarmee) w Niemieckiej Republice Demokratycznej.

## Historia
Stopień marszałka NRD został ustanowiony 25 marca 1982 roku dekretem Rady Państwa NRD, ale nigdy nie został nadany. Był kopią stopnia marszałka Związku Radzieckiego – najwyższego stopnia wojskowego w Związku Radzieckim. Ostatecznie wycofany przez ministra obrony narodowej, admirała Theodora Hoffmanna w listopadzie 1989 roku.